# Bushalte

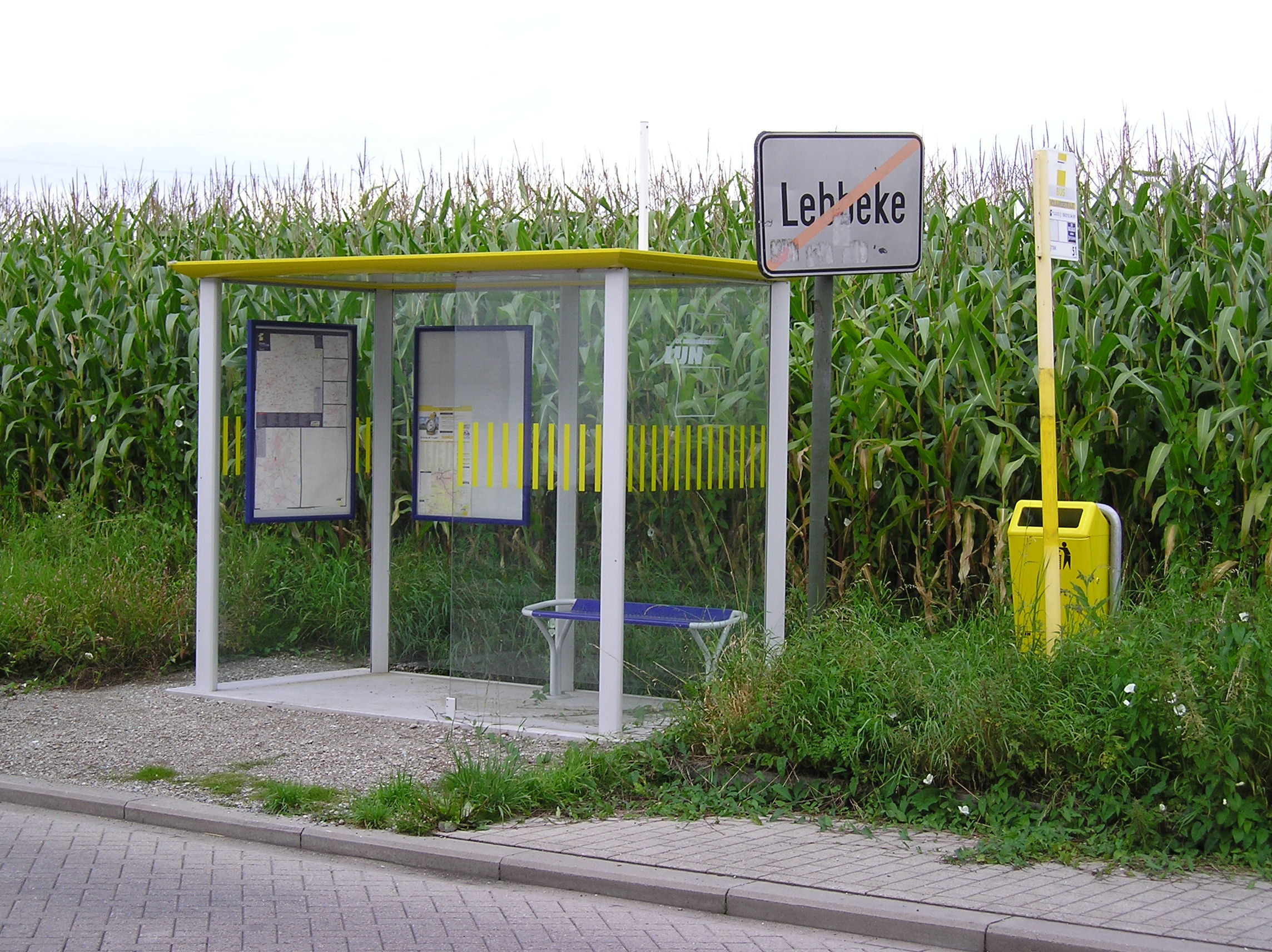
Vlaamse bushalte

Nederlands bushaltebord (1990-2010)

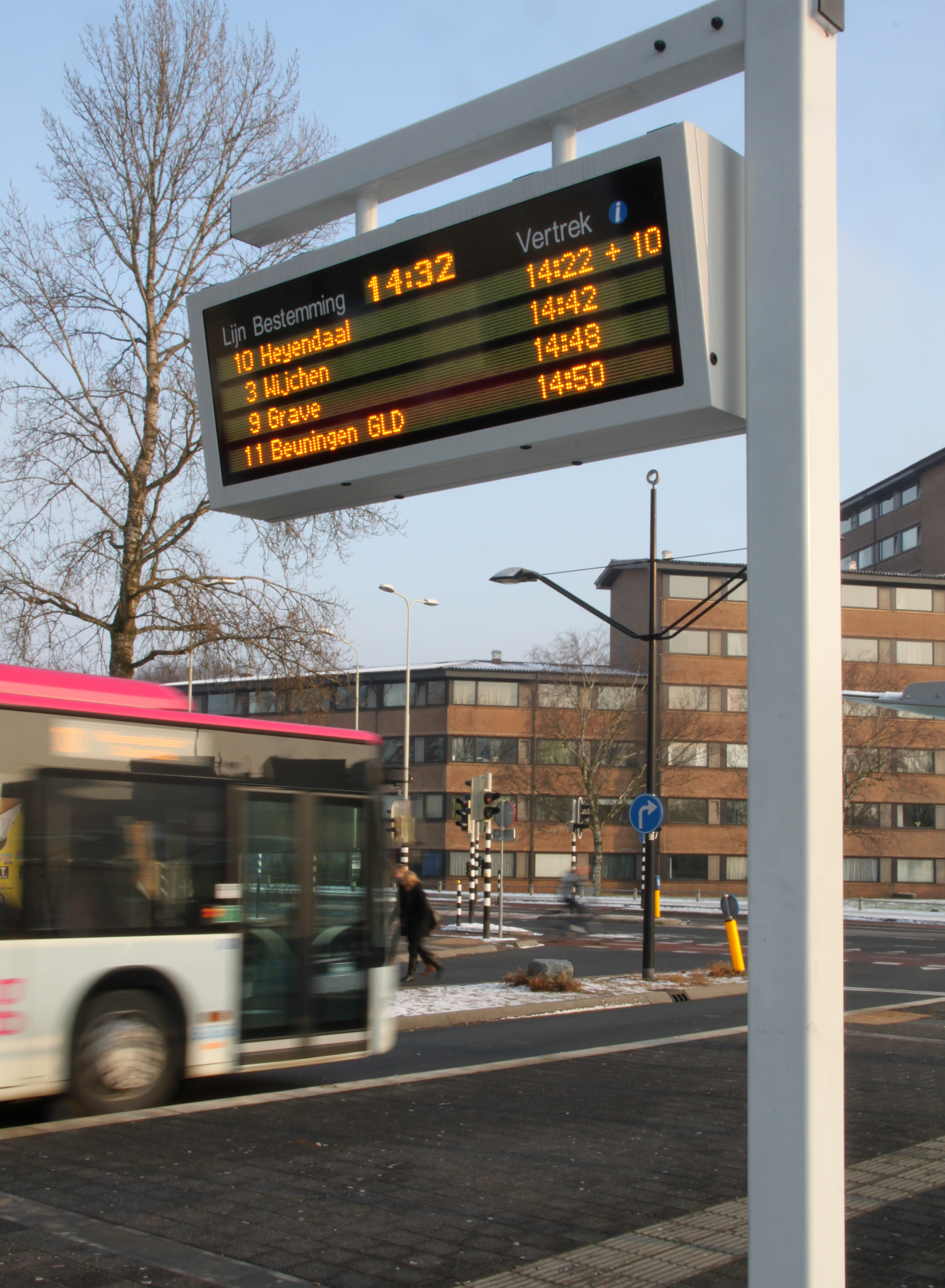
Een dynamisch reizigersinformatiesysteem

Een bushalte is een locatie waar een bus van het stads- en streekvervoer stopt om passagiers te laten in- en uitstappen. Deze plek is meestal te herkennen aan de aanwezigheid van een haltepaal.
Sommige haltes kunnen aangeduid zijn als tijdhalte. Dat zijn bushaltes waar de bus niet eerder wegrijdt dan de gepubliceerde tijd. Bij de overige haltes is de vertrektijd bij benadering.

## Haltepaal
Aan de meeste haltes in Nederland en België staat een haltepaal (ook wel buspaal of stoppaal genoemd), die de volgende informatie bevat:
- Naam van de halte, meestal de naam van een plein, van een zijweg of van een gebouw.[1]
- Zonenummer.
- Lijnnummers van bussen die deze halte aandoen, met voor elke lijn de eindbestemming en in het kort de route.
- Bij moderne haltes vindt men een elektronisch bord waarop wordt vermeld hoelang de reiziger nog moet wachten.
- Wat lager aan de haltepaal zit een bordje met vertrektijden. Indien dit niet in de abri is opgehangen, heet dit ook wel de haltevertrekstaat.
- In Nederland is deze informatie vermeld op het bord L3 uit de Wegenverkeerswet (bord met bovenaan een blauw vlak met daarin een wit vlak met de afbeelding van een zwarte bus en/of tram). Het onderste deel van het bord met de lijnnummers is vaak geel, maar dit hoeft niet. Op basis van Europese afspraken is alleen het bovenste deel van het bord zoals hiervoor beschreven is, verplicht.

Op de Nederlandse halteborden (ook min of meer af te lezen vanuit de bus, voor het geval er in de bus geen display is waarop men kan zien waar men is) geeft de combinatie van het 4-cijferige zonenummer en de naam van de halte de locatie (de plaatsnaam wordt niet vermeld). De zones hebben sinds 2013 voor de tarieven niet altijd betekenis meer, door de invoering van de OV-chipkaart, waarmee wordt betaald per kilometer.

## Abri
Bij een groot aantal bushaltes is een wachthuisje, een abri, neergezet om reizigers te beschutten tegen regen en wind. In veel abri's zijn affiches aanwezig; tot de tegenprestatie behoort, dat het reclamebedrijf problemen zoals beschadigingen en vervuiling meldt en deze soms ook herstelt. In sommige abri's hangt een kaart van de omgeving van de halte of het lijnennet in de betreffende gemeente of regio. Veel abri's zijn voorzien van een of meer zitplaatsen.
Veelal reizen de passagiers vrijwel uitsluitend van of naar het stadscentrum of het station. Dat betekent dat er bij de bushaltes naar het centrum voornamelijk wordt ingestapt en in de andere richting vooral wordt uitgestapt. Bij de uitstaphaltes wordt een abri vaak niet nodig gevonden of men kan wachten in de abri aan de overkant.

## Wielgeleidende trottoirband

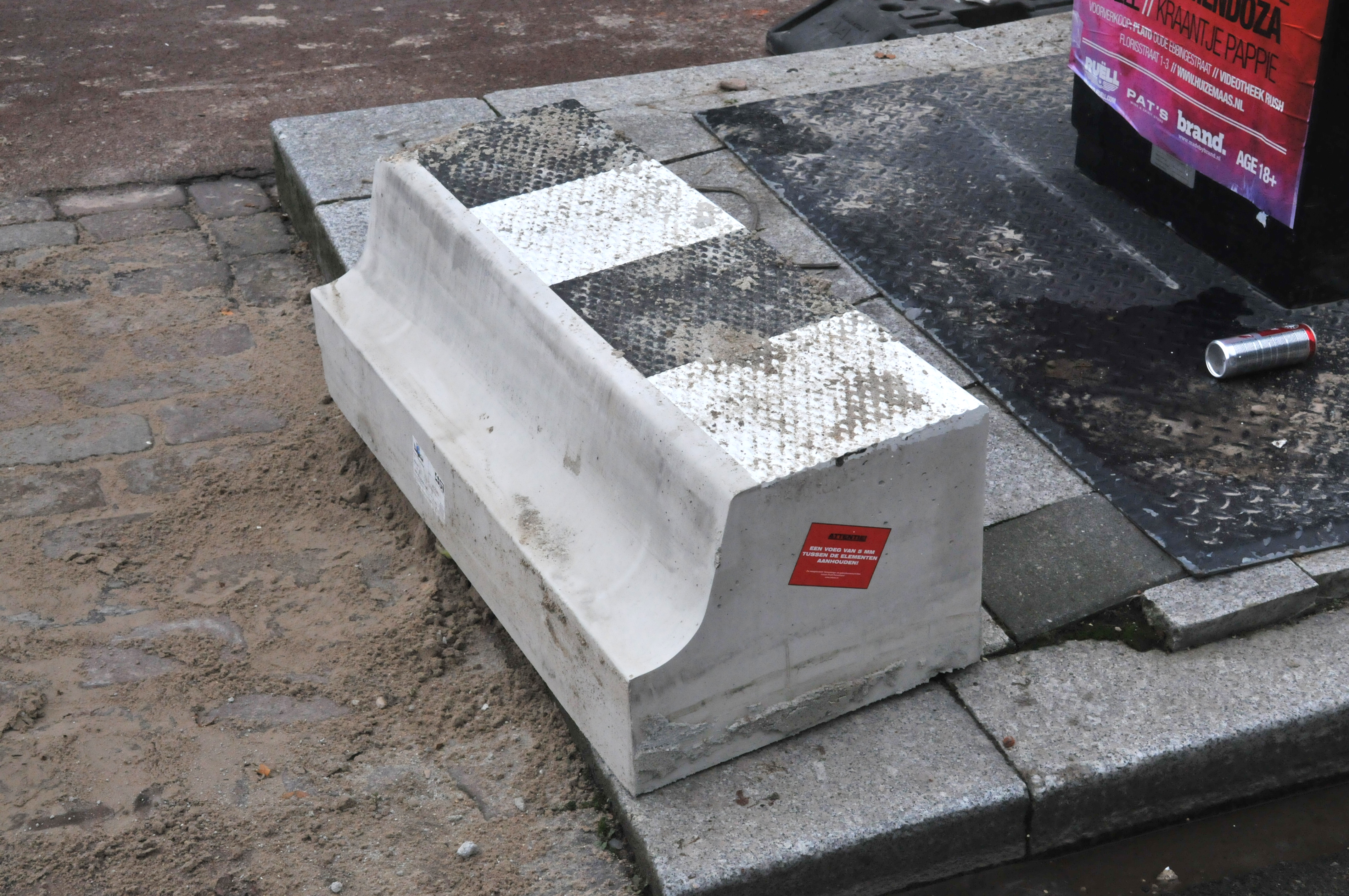
Wielgeleidende trottoirband

Sinds 2015 is het in Nederland voorgeschreven de bushaltes te voorzien van wielgeleidende trottoirband (Kasselse boordsteen) met een hoogte van 18 cm om het in- en uitstappen te vergemakkelijken. De hoogte van 18 cm is te hoog voor onder meer buurtbussen. Deze staan dan verder van de wielgeleidende trottoirband af. Hiervoor is een wielgeleidende trottoirband met een hoogte van 10 cm ontwikkeld. In Eindhoven was tijdens gebruik van APTS type Phileas werden bij de haltes wielgeleidende trottoirband met een hoogte van 24 cm geplaatst. Deze wielgeleidende trottoirband zijn inmiddels vervangen door met een hoogte van 18 cm.

## Types

### Busstation
Wanneer er meerdere haltes aanwezig zijn op een locatie waar ook meerdere buslijnen stoppen, wordt dit een busstation genoemd.

### Flexhalte
Een flexhalte is een bushalte waar geen vaste buslijn komt maar die kan dienen als vertrek of aankomst van een aangevraagde rit met een flexbus. Flexhaltes zijn meestal te vinden in dunbevolkte gebieden. Ze bestaan onder andere in veel gebieden in Vlaanderen.

## Vraagafhankelijk stoppen
Een bus stopt meestal alleen bij een bushalte als er reizigers in of uit willen stappen. De (oorspronkelijke) Interliner stopte bij alle haltes.

### Uitstappen
De grotere lijndienstbussen zijn voorzien van stopknoppen. Een reiziger die bij de eerstvolgende halte wil uitstappen, drukt op een knop (of, bij oudere bussen, trekt aan een koord) waarna er voor in de bus een (rode) lamp gaat branden en vaak een geluidssignaal klinkt, waardoor de chauffeur en de reizigers kunnen weten dat de bus bij de volgende halte moet en gaat stoppen.
Kleine buurtbussen (maar ook de voormalige Stop-Go/Opstapper in Amsterdam) hebben geen stopknoppen. Doordat het voertuig klein is, kan de reiziger direct met de chauffeur praten en zeggen waar hij wil uitstappen.
Bij de ParkShuttle in Capelle aan den IJssel kan men op een display aangeven op welke halte men wenst uit te stappen.

### Instappen
Van instappende reizigers wordt verwacht dat ze naar de chauffeur zwaaien om aan te geven dat ze willen instappen. Dat is vooral belangrijk als er meerdere buslijnen bij dezelfde halte stoppen.
Ligt een bushalte langs de af- en oprit van een autosnelweg, dan is er bij de halte soms een drukknop, waarmee een negenoog in werking kan worden gesteld, zodat de chauffeur weet of hij de snelweg af moet om een halte aan te doen.

## Stoppen zonder halte
Bij de stadslijnen van het vroegere MTI en opvolger Area, maar ook bij de Amsterdamse Stop-Go/Opstapper waren geen haltes, behalve bij het begin- en eindpunt. De reizigers konden overal langs de lijn in- en uitstappen. Sinds de gewonnen concessie in Brabant door Veolia en Arriva is Area niet meer actief.
In sommige concessies kan langs de hele route van buurtbussen worden opgestapt. De bushaltes van buurtbussen staan in deze gevallen vaak op centrale punten langs de route en ver uit elkaar. In andere concessies functioneren de buurtbussen echter als normale lijndienst met vaste haltes.

## Verkeersregels in Nederland

Verkeersbord dat een bushalte aangeeft

Verkeersbord dat een tramhalte aangeeft

Voor een erkende bushalte gelden in Nederland de volgende verkeersregels:
- Iedere autobus (ook een touringcar) heeft binnen de bebouwde kom voorrang wanneer deze met de richtingaanwijzer aangeeft dat hij van een bushalte wil wegrijden. In het Reglement verkeersregels en verkeerstekens 1990 staat niet expliciet vermeld dat deze regel geldt voor achteropkomend verkeer, dus het geldt ook voor verkeer dat de bus van voren nadert.
- Laden, lossen en parkeren op een bushalte is niet toegestaan binnen de zwart-witte blokmarkering, of indien afwezig binnen 12 meter voor en voorbij het haltebord (L3). Wel mag de halte door ieder voertuig gebruikt worden om passagiers in of uit te laten stappen.

De wegbeheerder kan het gebruik van een bushalte nog verder beperken:
- door de bushalte aan te merken als busstrook of busbaan,
- door verbodsborden en bijbehorende onderborden. Bijvoorbeeld "Uitgezonderd openbaar vervoer", "Uitgezonderd lijndiensten openbaar vervoer", "Uitgezonderd lijnbussen" of "bestemmingsverkeer".

### Bushaltes van Veolia Transport Limburg

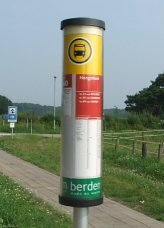
Haltepalen (iBUS) van Veolia Limburg

Openbaarvervoersbedrijf Veolia Transport Nederland gebruikte in de provincie Limburg andere haltezuilen, de zogenaamde iBUS. Deze zuilen werden echter door het Ministerie van Verkeer en Waterstaat niet erkend als bushalte in de zin van de Wegenverkeerswet, vanwege het ontbreken van de wettelijk voorgeschreven vorm en aanduiding van bushaltes (L3). Dit is van belang bij bushaltes binnen de bebouwde kom: een autobus die binnen de bebouwde kom weg wilde rijden bij een bushalte had daardoor namelijk géén voorrang, en automobilisten die hun auto parkeerden bij een haltezuil werden niet geverbaliseerd.
In maart 2009 leidde de rechtsonzekerheid omtrent de haltepalen tot een gerechtelijke procedure. Een automobilist uit Swalmen kreeg een bekeuring wegens het parkeren in de buurt van een bushalte, voorzien met een iBUS. De automobilist stapte vervolgens naar de kantonrechter in Roermond en kreeg gelijk. De rechter oordeelde dat de haltepalen geen rechtsgeldige verkeerstekens zijn in de zin van het verkeersreglement. De rechter bevestigde daarmee dat de verkeersregels voor bushaltes niet voor de haltepalen van Veolia Transport gelden. Veolia Transport besloot vervolgens de officiële halteborden L3 boven op de iBUS te plaatsen. De schade zou mogelijk worden verhaald op de fabrikant van de haltepalen OFN.
Uit onderzoek, uitgevoerd door CDA-Kamerlid Jan Mastwijk, bleek dat de haltepalen wel aan de Europese normen voldoen, maar dat de Nederlandse overheid eisen stelde die de Europese regelgeving niet zou verlangen. Naar aanleiding van het onderzoek maakte het ministerie van Verkeer en Waterstaat op 19 februari 2010 bekend dat het Reglement verkeersregels en verkeerstekens zou worden aangepast, waarmee de haltepalen van Veolia Transport alsnog rechtsgeldig zouden zijn. Deze aanpassing is intussen doorgevoerd.